# Quadrastichodella pilosa
Quadrastichodella pilosa är en stekelart som beskrevs av Ikeda 1999. Quadrastichodella pilosa ingår i släktet Quadrastichodella och familjen finglanssteklar. Inga underarter finns listade i Catalogue of Life.